# پاتریشیا بیتس
پاتریشیا «پات» کارمودی بیتس (متولد ۱۵ دسامبر ۱۹۳۹)، سیاستمدار جمهوری‌خواه آمریکایی است که اکنون به عنوان نماینده حوزه انتخابیه ۳۶ام کالیفرنیا که متشکل از بخش‌هایی از شهرستان اورنج و شهرستان سن دیگو است، در مجلس سنای کالیفرنیا خدمت می‌نماید. وی از ۲۰۱۷ تا ۲۰۱۹ میلادی به عنوان رهبر اقلیت مجلس سنا خدمت کرد. پیش از آن، وی از ۲۰۰۷ تا ۲۰۱۴ میلادی به عنوان عضو هیئت سرپرستان شهرستان اورنج و از ۱۹۹۸ تا ۲۰۰۴ میلادی به عنوان عضو مجلس نمایندگان کالیفرنیا خدمت می‌کرد. پس از تأسیس شهر لاگونا نیگوئل در ۱۹۸۹ میلادی، وی به عنوان نخستین شهردار آن خدمت نموده و پس از آن تا ۱۹۹۸ میلادی به عنوان عضو شورای شهری این شهر خدمت کرد. پیش از خدمت به عنوان شهردار، وی به عنوان مددکار اجتماعی در شهرستان لس آنجلس مشغول خدمت بود.

## اوایل زندگی، تحصیلات و حرفه به عنوان مددکار اجتماعی
پاتریشیا کارمودی بیتس در لس آنجلس زاده شد. وی در رزمید، کالیفرنیا در دره سن گبرئیل بزرگ شد و بعداً زمانی که وی ۱۲ سال داشت، خانواده‌اش به لانگ بیچ نقل مکان نمود. وی از دبیرستان ویلسون فارغ گردیده و بعداً وارد کالج اکسیدنتال شد، وی تخصص خود را در رشته روانشناسی به اتمام رسانده و سال اول دانشگاه را در خارج از کشور در دانشگاه مادرید به پایان رسانید. وی در ۱۹۶۱ میلادی از دانشگاه فارغ شد. بیتس شغل حرفه‌ای خود به عنوان مددکار اجتماعی را از اداره خدمات اجتماعی عمومی شهرستان لس آنجلس آغاز کرد. وی برای ده سال در این اداره خدمت نموده و تا مقام نایب-رئیس پیش رفت. بیتس در مصاحبهٔ در ۲۰۱۸ میلادی گفت که تجربه وی به عنوان یک کارمند دولتی منجر به درک برخی کوتاهی‌های دولت شده و باعث شد تا وی برخی از برنامه‌های دولت را نپسندد.

## شهردار و عضو شورای شهری لاگونا نیگوئل
بیتس پیش از اینکه در ۱۹۷۸ میلادی به لاگونا نیگوئل در شهرستان اورنج جنوبی نقل مکان نماید که در آن زمان هنوز به شهر تبدیل نشده بود، در لانگ بیچ زندگی می‌کرد. فعالیت سیاسی بیتس در دهه ۱۹۸۰ میلادی با پیوستن به گروهی معروف به شهروندان برای پارک وی مصونتر کراون والی آغاز گردید، گروهی که روی بهبود مصونیت عابرین پیاده از جاده‌های لاگونا نیگوئل متمرکز بود. وی یکی از داوطلبان مدرسه و بعداً عضو شورای اجتماعی لاگونا نیگوئل بود و از ۱۹۸۶ تا ۱۸۹۷ میلادی به عنوان رئیس این شورا خدمت کرد. بیتس همچنین در ۱۹۸۶ میلادی به عنوان یکی از پنج عضو ناحیه خدمات اجتماعی شبه-حکومتی انتخاب گردید.
پس از اینکه لاگونا نیگوئل به شهر تبدیل شد، وی در ۱۹۸۹ میلادی نخستین شهردار شهر لاگونا نیگوئل شد. وی از میان ۲۳ نامزد شورا، بیشترین آرا را کسب نموده و به عنوان شهردار انتخاب گردید. وی برای یک دهه در شورای شهری باقی ماند. وی عضو کالج سادلباک کامیونیتی و بنیاد مرکز پزشکی ساحل جنوبی بود. وی نماینده شورا در اداره برنامه‌ریزی استفاده مجدد ال تورو بود، اداره‌ای که با پیشنهادی برای ساخت یک فرودگاه در منطقه پایگاه نیروی هوایی، دریایی ال تورو مخالفت می‌کرد؛ وی معاون این اداره بود.

## مجلس نمایندگان کالیفرنیا
بیتس از ۱۹۹۸ تا ۲۰۰۴ میلادی عضو مجلس نمایندگان کالیفرنیا بود و از حوزه انتخابیه ۷۳ام نمایندگی می‌کرد. وی با حمایت سیاسی متصدی جمهوری‌خواه، بیل مورو، توانست در انتخابات مقدماتی ۱۹۹۸ مجلس نمایندگان پیروز شود. هنگام حضور در مجلس نمایندگان، بیتس از قوانینی برای گسترش «قانون میگان» به محیط کالج‌ها حمایت نموده و ۳۵ میلیون دلار را برای پروژه‌های بهبود سواحل کالیفرنیا که اکثریت آنها دچار فرسایش ساحلی بودند، تخصیص داد.

## هیئت سرپرستان شهرستان اورنج
بیتس از ۲۰۰۷ تا ۲۰۱۴ میلادی عضو هیئت سرپرستان شهرستان اورنج بود. وی از حوزه انتخابیه پنجم نمایندگی می‌کرد، بخشی از شهرستان که به‌طور گسترده سفیدپوست، ثروتمند و محافظه کار بوده و از شهر آلیسو ویجو تا سان کلمنت را در بر می‌گیرد. وی در یک پیکار انتخاباتی پر ستیز در ۲۰۰۶ میلادی به عنوان عضو این هیئت انتخاب شد؛ هنگام مبارزه انتخاباتی، وی با سه نامزد مقابل بود و بزرگترین رقیب وی شهردار پیشین لاگونا نیگوئل کاترین دی‌یونگ بود. در حالیکه بیتس یک نام شناخته شده و حمایت سیاسی فراوان داشت، اما دی‌یونگ نیز از مزیت گردآوری اعانه بیشتر برخوردار بود. کارزار انتخاباتی دی‌یونگ ۲٫۷ میلیون دلار (از جمله ۲٫۱ میلیون دلار پول قرضی از خود دی‌یونگ) به مصرف رساند؛ در حالی که بیتس ۷۰۰٬۰۰۰ دلار (از جمله ۲۷۹۰٬۰۰۰ دلار قرضه از خود بیتس) خرج کرد. این دو نامزد به‌طور کلی حدود ۳٫۴ میلیون دلار خرج انتخابات نمودند، چیزی که این کارزار انتخاباتی را به پرهزینه‌ترین کارزار برای هیئت سرپرستی در تاریخ شهرستان اورنج تا آن زمان مبدل کرد. ویژگی برجسته این رقابت، پیکار منفی علی یکدیگر بود که بیشتر روی مهاجرت قانونی تمرکز داشت. دی‌یونگ با تأکید بر موضع ضد-مهاجرت غیرقانونی خود، به موضع بیتس حمله نموده و او را «در مقابل مهاجرت غیرقانونی ضعیف» خواند. پیکار انتخاباتی بیتس در تلاشی برای متوقف سازی یک نامه رسان برای چسباندن تصویر بیتس در یک کارت شناسایی عضو شورای مکزیک (Matrícula Consular)، دعوای حقوقی بر علیه دی‌یونگ باز کرد؛ اما دو دادگاه درخواست بیتس را رد کردند.
به عنوان عضو هیئت سرپرستان شهرستان اورنج، بیتس در رأی‌گیری ۲۰۰۷ به سایر اعضاء ملحق شده و به نفع ایجاد هیئت بررسی اجرای قانون شهروندان، یک اداره نظارت از پلیس غیرنظامی برای بررسی شکایات رفتار نادرست از سوی مجریان قانون، رأی داد اما وی در آن زمان نگران بود که این نهاد به یک «پلنگ بی‌دندان» مبدل شود. در ۲۰۰۹ میلادی، بیتس در یک رای‌گیری جمعی به سایر اعضاء ملحق شده و به اتفاق آرا به سازماندهی اساسی اداره برنامه‌ریزی شهرستان رأی داد، اداره‌ای که پس از یک تفتیش عمومی به‌طور جدی مورد انتقاد قرار گرفته بود.
در ۲۰۱۲ میلادی، بیتس بر علیه پیشنهاد رئیس هیئت سرپرستان جان مورلاچ رأی داد، پیشنهادی که طبق آن باید یک همه‌پرسی به رأی گذاشته می‌شد و محدودیت دوره خدمت سرپرستان از حداکثر دو دوره متمادی چهار ساله به حداکثر سه دوره چهار ساله در طول عمر تغییر می‌کرد. این پیشنهاد با ۳ رأی در مقابل ۲ رأی شکست خورد.

## مجلس سنای کالیفرنیا
بیتس در ۲۰۱۴ میلادی به عنوان عضو مجلس سنای کالیفرنیا انتخاب گردید. وی از حوزه انتخابیه ۳۶ام مجلس سنا انتخاب گردیده بود، حوزه‌ای که متشکل از یک قسمت از جنوب شهرستان اورنج و قسمت شمالی شهرستان سن دیگو بوده و بیش از یک میلیون جمعیت دارد.
در ۲۰۱۷ میلادی، بیتس از سوی سایر اعضای جمهوری‌خواه مجلس سنا به عنوان رهبر اقلیت مجلس سنای کالیفرنیا انتخاب گردید. وی دومین زن در تاریخ ایالت بود که رهبری یک گروه حزبی را برعهده داشت و نخستین زن، خلف وی ژان فولر بود. بیتس یک گروه حزبی کوچک را رهبری می‌کرد؛ جمهوری‌خواهان تنها یک بر سه بخش مجلس سنای ایالت را تشکیل می‌دادند و اکثریت مطلق مجلس در دست دموکرات‌ها بود. در جلسه ۲۰۱۷–۱۸، جمهوری‌خواهان ۱۳کرسی و دموکرات‌ها ۲۷ کرسی داشتند. علی‌رغم موج دموکرات‌گرایی در شهرستان اورنج و باخت جمهوری‌خواهان به‌طور گسترده در سطح ایالت، بیتس توانست کرسی خود را در انتخابات نوامبر ۲۰۱۸ حفظ کند. در جلسه ۲۰۱۹، جمهوری‌خواهان تنها ۱۱ کرسی در مجلس سنای کالیفرنیا داشتند. با آغاز جلسه در ژانویه ۲۰۱۹، جمهوری‌خواهان وی را از سمت رهبری برکنار نموده و محافظه‌کار اجتماعی شانون گروو اهل بیکرزفیلد را به عنوان جانشین وی انتخاب کردند.
بنابر محدودیت در تعداد دوره‌های خدمت در مجلس سنا، بیتس دیگر واجد شرایط نیست تا در انتخابات ۲۰۲۲ مجلس سنا خود را نامزد نماید.

### موضوعات جرم
بیتس قانونی را برای دسته‌بندی مجدد چندین جرم «خشن» نوشت تا آنچه که از نظر وی شکاف در قانون ایالتی بود، پوشیده شود، وی همچنین با دادستان‌های که استدلال می‌نمایند، لیست «جرم‌های خشن» ایالت می‌تواند به بعضی زندانیان خطرناک اجازه قدم زدن آزاد را بدهد، هم نظر است.